# NGC 7039
NGC 7039 este o galaxie situată în constelația Lebăda. A fost descoperită în 19 septembrie 1829 de către John Herschel. Se află la o distanță de 951 de parseci de Pământ.